# Gallizien
Gallizien  (slovenska: Galicija)  är en ort och kommun i Österrike. Den ligger i distriktet Völkermarkt i förbundslandet Kärnten, 230 km sydväst om huvudstaden Wien.
Kommunen består av 20orter (Ortschaften) (inom parentes invånarantal 1 januari 2024):

- Abriach (68)
- Abtei (135)
- Dolintschach (19)
- Drabunaschach (42)
- Enzelsdorf (117)
- Feld (35)
- Freibach (42)
- Gallizien (285)
- Glantschach (153)
- Goritschach (114)
- Krejanzach (75)
- Linsendorf (16)
- Möchling (79)
- Moos (98)
- Pirk (34)
- Pölzling (37)
- Robesch (33)
- Unterkrain (57)
- Vellach (160)
- Wildenstein (194)